# Zanthoxylum psammophilum
Zanthoxylum psammophilum (đồng nghĩa Fagara psammophila Aké Assi) là một loài cây bụi hoặc cây cỡ nhỏ thuộc họ Rutaceae. Đây là loài đặc hữu của Bờ Biển Ngà. Zanthoxylum psammophilum, danh pháp mới lập ra năm 1975 để gộp chi Fagara vào chi Zanthoxylum dựa trên hình thái học và chất trao đổi thứ cấp, là tên gọi được ưa chuộng theo Conservatoire et Jardin botaniques de la Ville de Genève, là một viện bảo tồn thực vật có một bộ phận chuyên về bảo tồn và nghiên cứu đa dạng sinh học của thực vật có hoa của Côte d'Ivoire. Tuy nhiên, International Plant Names Index coi Fagara là cấp chi, và Zanthoxylum là danh pháp đồng nghĩa. Mẫu điển hình của loài được thu thập ở khu vực chuyển tiếp sinh thái giữa các khu rừng Đông Guinea vùng đất thấp (rừng mưa nhiệt đới) và hỗn hợp rừng-xavan Guinea nội địa ở vùng Lagunes.